# Natalja Alexandrowna Katschujewskaja
Natalja Alexandrowna Katschujewskaja (russisch Наталья Александровна Качуевская, * 22. Februar 1922 in Moskau; † 20. November 1942 bei Chulchuta, Kalmückische Autonome Sozialistische Sowjetrepublik) war eine sowjetische Sanitätsausbilderin.

## Biografie
Nach ihrem Schulabschluss im Jahr 1940 studierte Katschujewskaja an der Russischen Akademie für Theaterkunst und wurde zur Sekretärin des Komitees der Komsomol der Akademie ernannt.
1941 beteiligte sie sich am Bau von Befestigungen in den Vororten Moskaus und organisierte die Reisen der Schauspieler, die die Truppen an der Front begleiteten. Im Jahr 1942 heiratete sie Pawel Katschuijewski, den Anführer einer Partisanengruppe und absolvierte Ausbildungskurse zur Scharfschützin und zur Krankenschwester. Im August wurde sie einer Infanteriedivision zugeteilt, die sich der südlichen Stalingrader Front anschloss und war dort als Sanitätsausbilderin im 105. Gardeschützen-Regiment tätig.
Am 19. November, dem ersten Tag der Operation Uranus, war Katschujewskaja in der Nähe des Dorfes Chulchuta stationiert und leistete an diesem Tag 70 Soldaten und Offizieren medizinische Hilfe. Am nächsten Tag blieb sie mit einer großen Gruppe Verwundeter in einem Schützengraben um auf deren Abtransport zu warten. Es kam dabei zu einem Angriff durch deutsche Maschinengewehrschützen. Katschujewskaja lenkte das Feuer auf sich, um die Verwundeten zu schützen. Als die Angreifer zu nahe kamen sprengte sie diese und sich selbst mit einer Handgranate in die Luft. Die Verwundeten wurden schließlich von einer sowjetischen Kompanie gerettet. Katschujewskaja wurde auf einem Hügel in der Nähe begraben. 1961 wurden ihre sterblichen Überreste in ein Massengrab für gefallene Soldaten der 28. Armee in Jaschkul transferiert.

## Vermächtnis
Der Kleinplanet (2015) Kachuevskaya ist nach ihr benannt. Im Ismailowoer Park steht ein Katschujewskaja gewidmetes Denkmal. Einige Straßen in Moskau, Wolgograd und Astrachan sind nach ihr benannt. Am 12. Mai 1997 wurde ihr posthum der Titel Held der Russischen Föderation „für Mut und Heldentum im Kampf gegen die Nazi-Invasoren“ verliehen.